# Імброс
Імброс (грец. Ίμβρος, заст. тур. İmroz), також Ґекчеада (тур. Gökçeada) — острів в північній частині Егейського моря, біля західних берегів Галліпольського півострова при вході в Саронічну затоку, що належить Туреччині. В адміністративному відношенні утворює округ Ґекчеада, що є частиною ілу Чанаккале.

## Географія і населення
Є найбільшим островом Туреччини. На півострові Авляка (Інджірбурну, тур. İncirburnu) знаходиться найбільш західна точка Туреччини. Має площу 279 км². Складений кристалічними породами. Вкритий здебільшого чагарниковою рослинністю. Згідно з проведеним в 2019 переписом, населення становить 9440, серед яких 6229 людини мешкає в столиці острова — Чинарлі (грецьке Панайя Баломени), а 1621 в сільській місцевості. Більшість населення складають турки, через інтенсивну еміграцію, на острові залишилось лише 250 греків. На острові розвивається туристична галузь, рибальство, вирощуванням олив та виноробство.

## Історія острова
На початку XX століття 97,5 % населення острова складали греки. Після Балканських війн Греція збиралась приєднати острів, але через тиск Великої Британії та інших Європейських країн, враховуючи стратегічне положення острова при вході в Дарданели, острів залишився в складі Османської імперії. Після Першої світової війни по Севрському мирному договору Греція отримала острів, але після Греко-турецької війни в 1923 вже з Турецькою республікою, під головуванням Кемаля Ататюрка була підписана Лозаннська мирна угода, за якою Імброс повертався Туреччині. Тим не менше з островів Імброс і Тенедос утворювався особливий адміністративний район, і вони виключались з програми обміну населенням між Грецією та Туреччиною. Грецькому населенню гарантувалось право на свободу мови, віросповідання і навчання на грецькій. Але Туреччина послідовно проводила політику зменшення грецького самоуправління на острові, в 1926 прийняв закони, які фактично ліквідували права національних меншин в країні.
Вже у 1923 був розпущений вибраний уряд острова, а 1500 втікачам з острова, які на той час мешкали в Салоніках і на Лемносі, було перешкоджено в повертанні додому. В 1926 всі географічні назви острова були змінені на турецькі. У 1927 році скасовано місцеве самоврядування і закриті грецькі школи. Знов відкриті в 1952–1953, вони були остаточно закриті в 1964. В 1943 разом з іншими православними ієрархами був заарештований митрополит Імброса і Тенедоса, а землі афонських монастирів на острові були конфісковані. Неодноразово підпадали під арешти мер і міські радники. В 1964–1984 більша частина земель на острові була передана під потреби армії та поліції (була відкрита тюрма). В 1974 в ніч турецького вторгнення на Кіпр був сплюндрований православний собор в Кастро. В березні 1993 була розграбована нова будівля собору. З липня 1993 офіційно проводиться переселення турків із материка. Все це призвело до інтенсивної еміграції грецького населення, яке в 1970 вже становило лише 40 %. В той час як в 1964 на острові мешкало 7000 греків і 400 турецьких чиновників. На сьогодні грецьке населення на острові складає лише мала кількість старців.

## Пам'ятки
Серед архітектурних пам'яток острова — середньовічний замок в Калекеї (Кастро). На південь від Тепекею (Агридії) знаходиться згаслий вулкан — найвища точка острова.

## Відомі люди
У селищі Зейтинлі-кею (Айос-Теодорос) в 1940 народився Вселенський Патріарх Варфоломій I (мирське ім'я — Димитріос Архонтоніс).

## Демографія

### Демографічні зміни
| Town & Villages             | 1927 | 1927 | 1970 | 1970 | 1975 | 1975 | 1980 | 1980 | 1985 | 1985 | 1990 | 1990 | 1997 | 1997 | 2000 | 2000 |
| Çınarlı (Panaghia Balomeni) | -    | -    | 3578 | 615  | 3806 | 342  | 4251 | 216  | 767  | 70   | 721  | 40   | 553  | 26   | 503  | 29   |
| Bademli (Gliky)             | -    | -    | 66   | 144  | 1    | 57   | 40   | 1    | 13   | 34   | 29   | 22   | 15   | 15   | 15   | 13   |
| Dereköy (Shinudy)           | -    | -    | 73   | 672  | 391  | 378  | 319  | 214  | 380  | 106  | 99   | 68   | 82   | 40   | 68   | 42   |
| Eşelek                      | -    | -    | -    | -    | -    | -    | -    | -    | -    | -    | -    | -    | -    | -    | 152  | -    |
| Fatih                       | -    | -    | -    | -    | -    | -    | -    | -    | 3962 | 45   | 4284 | 32   | 4135 | 21   | 4180 | 25   |
| Kaleköy (Kastro)            | -    | -    | 38   | 36   | 24   | -    | -    | 128  | 94   | -    | 105  | -    | 90   | -    | 89   | -    |
| Şahinkaya                   | -    | -    | -    | -    | -    | -    | -    | -    | -    | -    | 168  | -    | 107  | -    | 86   | -    |
| Şirinköy                    | -    | -    | -    | -    | -    | -    | -    | -    | -    | -    | -    | -    | -    | -    | 189  | -    |
| Tepeköy (Agridia)           | -    | -    | 3    | 504  | 4    | 273  | 2    | 193  | 1    | 110  | 75   | 2    | 2    | 39   | 2    | 42   |
| Uğurlu                      | -    | -    | -    | -    | -    | -    | -    | -    | 460  | -    | 490  | -    | 466  | -    | 401  | -    |
| Yenibademli                 | -    | -    | -    | -    | -    | -    | -    | -    | 416  | -    | 660  | -    | 628  | -    | 581  | -    |
| Yenimahalle (Evlampio)      | -    | -    | 182  | 143  | 162  | 121  | 231  | 81   | 359  | 59   | 970  | 27   | 2240 | 25   | 2362 | 27   |
| Zeytinli (Aghios Theodoros) | -    | -    | 30   | 507  | 15   | 369  | 36   | 235  | 72   | 162  | 25   | 130  | 12   | 82   | 12   | 76   |
| TOTAL                       | 157  | 6555 | 3970 | 2621 | 4403 | 1540 | 4879 | 1068 | 6524 | 586  | 7626 | 321  | 8330 | 248  | 8640 | 254  |